# Liste der Mitglieder des Nidwaldner Landrates (2022–2026)
Die Liste der Mitglieder des Nidwaldner Landrates (2022–2026) führt die bei der Gesamterneuerungswahl 2022 für die Legislaturperiode 2022–2026 gewählten  Mitglieder des Landrates des Kantons Nidwalden auf. Der Nidwaldner Landrat ist das Kantonsparlament und somit die Legislative und oberste Behörde des Schweizer Kantons Nidwalden.

## Gesamterneuerungswahlen 2022
- GN: 7
- SP: 2
- GLP: 5
- Mitte: 15
- FDP: 16
- SVP: 15

Die Gesamterneuerungswahlen für die Legislaturperiode 2022–2026 fanden am 13. März 2022 statt, bei einer Stimmbeteiligung von 48,3 % (2018: 54,5 %). 222 Kandidaten bewarben sich um die 60 Sitze, davon 41 Bisherige. 35 von ihnen wurden wiedergewählt, fünf nicht: Bruno Christen (Mitte, Buochs), Ilona Cortese-Keiser (Grüne, Hergiswil), Guido Infanger (FDP, Stans), Dave Kesseli (SVP, Buochs) und Pierre Nemitz (Einer-Liste «Unabhängiges Politisieren», Beckenried). Wiedergewählt worden wäre auch Therese Rotzer-Mathyer; sie wurde jedoch in den Regierungsrat gewählt, für den sie gleichzeitig kandidiert hatte, und verzichtete folglich auf die Wahlannahme als Landrätin. Für sie rückte Mario Röthlisberger nach. Insgesamt waren damit 25 (41,7 %) der Mitglieder neu im Landrat.
Die erstmals angetretene glp gewann auf Anhieb fünf Sitze und war damit die grosse Gewinnerin der Wahlen. SP, Grüne, FDP und Die Mitte (im Vergleich zur CVP 2018) verloren je einen Sitz, nur die SVP hielt dem Ansturm der glp stand und blieb unverändert.
Der Frauenanteil stieg nochmals, von 16,7 % (13 Frauen) auf 26,7 % (16 Frauen) und erreichte damit den höchsten bisherigen Stand.

## Bei den Gesamterneuerungswahlen 2022 gewählte Mitglieder des Nidwaldner Landrates
Quelle: Website des Kantons Luzern
| Name                         | Jahrgang | Partei            | Wohnort         | Funktion                                             | bisher/neu |
| ---------------------------- | -------- | ----------------- | --------------- | ---------------------------------------------------- | ---------- |
| Urs Amstad                   | 1975     | SVP               | Beckenried      | Mitglied                                             | bisher     |
| Christina Amstutz            | 1990     | glp               | Stans           | Fraktionspräsidentin glp                             | neu        |
| Annette Blättler             | 1982     | glp               | Hergiswil       | Mitglied                                             | neu        |
| Reto Blättler                | 1961     | FDP.Die Liberalen | Hergiswil       | Mitglied                                             | neu        |
| Roland Blättler              | 1961     | SVP               | Stansstad       | Mitglied                                             | bisher     |
| Delf Bucher                  | 1956     | GN                | Buochs          | Mitglied                                             | bisher     |
| Josef Bucher                 | 1955     | Die Mitte         | Buochs          | Mitglied                                             | bisher     |
| Angela Christen              | 1984     | SVP               | Stansstad       | Mitglied                                             | neu        |
| Matthias Christen            | 1984     | glp               | Buochs          | Mitglied                                             | neu        |
| Urs Christen                 | 1981     | FDP.Die Liberalen | Beckenried      | Mitglied                                             | bisher     |
| Gianni Clavadetscher         | 1970     | FDP.Die Liberalen | Ennetbürgen     | Mitglied                                             | bisher     |
| Karin Costanzo-Grob          | 1972     | Die Mitte         | Hergiswil       | Mitglied                                             | bisher     |
| Regina Durrer-Knobel         | 1971     | Die Mitte         | Ennetmoos       | Mitglied                                             | neu        |
| Ivo Eicher-Niederberger      | 1973     | Die Mitte         | Dallenwil       | Mitglied                                             | neu        |
| Eduard Engelberger           | 1967     | FDP.Die Liberalen | Stans           | Mitglied                                             | bisher     |
| Pius Furrer                  | 1959     | SVP               | Ennetbürgen     | Mitglied                                             | bisher     |
| Josef Gabriel                | 1967     | SVP               | Buochs          | Mitglied                                             | bisher     |
| Andreas Gander-Brem          | 1964     | Die Mitte         | Stans           | Mitglied                                             | bisher     |
| Christof Gerig               | 1972     | Die Mitte         | Oberdorf        | Mitglied                                             | neu        |
| Florian Grendelmeier         | 1980     | FDP.Die Liberalen | Stans           | Mitglied                                             | neu        |
| Marcel Grimm                 | 1965     | FDP.Die Liberalen | Hergiswil       | Mitglied                                             | neu        |
| Pia Häfliger                 | 1973     | SVP               | Hergiswil       | Mitglied                                             | neu        |
| Nathalie Hoffmann            | 1990     | FDP.Die Liberalen | Stansstad       | Mitglied                                             | neu        |
| Alexander Huser              | 1988     | GN                | Ennetbürgen     | Mitglied                                             | bisher     |
| Elena Kaiser                 | 1976     | GN                | Stansstad       | Mitglied                                             | bisher     |
| Roland Käslin                | 1966     | FDP.Die Liberalen | Beckenried      | Mitglied                                             | neu        |
| Thomas Käslin-Valsecchi      | 1966     | Die Mitte         | Beckenried      | Mitglied                                             | bisher     |
| Christoph Keller             | 1963     | SVP               | Hergiswil       | Mitglied                                             | bisher     |
| Daniel Krucker               | 1985     | Die Mitte         | Emmetten        | Mitglied                                             | neu        |
| Erika Liem Gander            | 1971     | GN                | Beckenried      | Mitglied                                             | bisher     |
| Stefan P. Müller             | 1978     | SVP               | Emmetten        | Mitglied                                             | bisher     |
| Daniel Niederberger          | 1970     | SP/Juso           | Stans           | Mitglied                                             | bisher     |
| Toni Niederberger-Kreienbühl | 1974     | SVP               | Stans           | 2. Vizepräsident (2022–2023), Fraktionspräsident SVP | bisher     |
| Armin Odermatt-Christen      | 1970     | SVP               | Oberdorf        | Mitglied                                             | bisher     |
| Eva Maria Odermatt           | 1989     | SP/Juso           | Stans           | Mitglied                                             | neu        |
| Irene Odermatt Eggerschwiler | 1971     | FDP.Die Liberalen | Dallenwil       | Mitglied                                             | bisher     |
| Josef Odermatt               | 1970     | SVP               | Dallenwil       | Mitglied                                             | neu        |
| Judith Odermatt-Fallegger    | 1963     | FDP.Die Liberalen | Oberdorf        | Mitglied                                             | neu        |
| Othmar Odermatt              | 1955     | Die Mitte         | Wolfenschiessen | Mitglied                                             | bisher     |
| Paul Odermatt                | 1989     | Die Mitte         | Oberdorf        | 1. Vizepräsident (2022–2023)                         | bisher     |
| Sepp Odermatt-Niederberger   | 1962     | Die Mitte         | Ennetbürgen     | Mitglied                                             | bisher     |
| Beatrice Richard-Ruf         | 1962     | FDP.Die Liberalen | Stans           | Mitglied                                             | bisher     |
| Beat Risi                    | 1979     | SVP               | Buochs          | Mitglied                                             | neu        |
| Norbert Rohrer               | 1948     | Die Mitte         | Stansstad       | Mitglied                                             | bisher     |
| Mario Röthlisbeger           | 1993     | Die Mitte         | Ennetbürgen     | Mitglied                                             | neu        |
| Franziska Rüttimann          | 1974     | Die Mitte         | Buochs          | Fraktionspräsidentin Die Mitte                       | bisher     |
| René Schuler                 | 1984     | FDP.Die Liberalen | Stansstad       | Mitglied                                             | bisher     |
| Dominik Steiner              | 1973     | FDP.Die Liberalen | Ennetbürgen     | Fraktionspräsident FDP.Die Liberalen                 | bisher     |
| Andreas Suter                | 1984     | SVP               | Wolfenschiessen | Mitglied                                             | neu        |
| Jonas Tappolet               | 1982     | glp               | Ennetbürgen     | Mitglied                                             | neu        |
| Markus Walker                | 1968     | SVP               | Ennetmoos       | Landratspräsident 2022–2023                          | bisher     |
| Thomas Wallimann-Sasaki      | 1965     | GN                | Ennetmoos       | Fraktionspräsident GN/SP                             | bisher     |
| Klaus Waser                  | 1961     | FDP.Die Liberalen | Buochs          | Mitglied                                             | bisher     |
| Peter Waser                  | 1972     | SVP               | Stans           | Mitglied                                             | neu        |
| Jürg Weber                   | 1957     | Die Mitte         | Hergiswil       | Mitglied                                             | neu        |
| Denise Weger Fannin          | 1987     | glp               | Stansstad       | Mitglied                                             | neu        |
| Remo Zberg                   | 1953     | FDP.Die Liberalen | Hergiswil       | Mitglied                                             | bisher     |
| Verena Zemp                  | 1966     | GN                | Stans           | Mitglied                                             | bisher     |
| Remigi Zumbühl               | 1963     | FDP.Die Liberalen | Wolfenschiessen | Mitglied                                             | bisher     |
| Benno Zurfluh                | 1961     | GN                | Stans           | Mitglied                                             | neu        |